# 福井ブローウィンズ
福井ブローウィンズ（ふくいブローウィンズ、英: Fukui Blowinds）は、福井県福井市をホームタウンとする福井県初のプロバスケットボールチーム。運営法人は株式会社福井ブローウィンズ。「ブローウィンズ」とは吹く（Blow）と風（Wind）の造語であり「吹く、いい風」に由来する。2022年に創設され、現在はB2リーグの東地区に所属している。
クラブスローガンは「ともに巻き起こそう、とてつもない旋風を。」。チーム名はコピーライターの小藥元、ロゴマークはグラフィックデザイナーの木住野彰悟が考案・デザインした。また、クラブエンブレムはリーグの中で「荒れ狂う風」になれるようにとの想いが込められており、風神がデザインされている。
本記事では事実上の前身団体である「福井県プロバスケットボールクラブ」についても併せて記述する。

## 設立までの経緯
2022-23シーズンからのB3リーグ参入を目指し、福井県初のプロバスケットボールクラブとして、「一般社団法人福井県プロバスケットボールクラブ」が2020年11月30日に県内有志によって設立された。12月10日に行われた設立記者会見では、勝山市出身の三屋裕子日本バスケットボール協会会長がビデオメッセージで激励した。しかしながら、2021年9月9日のB3リーグ理事会において、2022-23シーズン公式試合参加資格の第1次審査で不合格とされた。
これを受けて、2022年に同法人による参入を断念し、同年5月に設立した「福井バスケットボール株式会社」による新規参入を目指すことになった。この会社は、参入を目指していた法人とは主管が異なるが、法人の活動が元になって組織されており、法人の常務理事を務めていた湯本眞士が代表取締役に就任するなど、人材やノウハウの提供をするとしている。また、法人は、当該会社との混同を避けるため、「一般社団法人福井バスケットサポーターズクラブ」に変更し、2023年3月を目処に解散すると表明した。
2022年9月7日のB3リーグ理事会において、「福井バスケットボール株式会社」による「（仮称）福井バスケットボールクラブ」が、2023-24シーズン公式試合参加資格の第1次審査で合格とされた。公式試合参加資格の最終審査への申請を経て、2023年4月13日に最終審査に合格。4月20日にB3入会が決まった。

## 歴史

### 参入前
- 2020年
  - 12月10日 - 「福井県プロバスケットボールクラブ」が設立記者会見を実施。
- 2021年
  - 9月9日 - 2022-23シーズンからのB3リーグ参入を申請するも不合格[5]。
- 2022年
  - 「福井県プロバスケットボールクラブ」としてのB3リーグ参入は断念し、「一般社団法人福井バスケットサポーターズクラブ」として2023年3月まで活動することを発表[6]。
  - 5月 - 「福井バスケットボール株式会社」設立。
  - 9月7日 - B3リーグより、2023-24シーズンの公式試合参加資格・1次審査合格クラブとして「（仮称）福井バスケットボールクラブ」が発表される。
  - 11月25日 - チーム名「福井ブローウィンズ」を発表[11][1]。会社名もチーム名と同名に変更となった[1]。併せてゼネラルマネージャーとしてB.LEAGUE強化育成グループに勤務していた塚本鋼平、ブランディングマネージャーとしてチームラボや北海道日本ハムファイターズ、横浜DeNAベイスターズ、日本ラグビーフットボール協会のブランディングに従事した手代木達、マーケティングマネージャーとして浦和レッズのマーケティング事業を支援していた山本恭平を招聘した事を発表した[1]。
- 2023年
  - 4月13日 - B3リーグより、2023-24シーズンの公式試合参加資格・最終審査合格クラブとして発表される[12]。
  - 4月20日 - 2023-24シーズンからのB3リーグ入会が正式に承認[13]。

### B3リーグ

#### 2023-24シーズン
スローガン：ともに巻き起こそう、とてつもない旋風を。
初代HCに伊佐勉が就任。第一号選手として京都ハンナリーズから満田丈太郎を獲得。そして、シーホース三河から細谷将司を獲得 。また、志冨田温大、小阪彰久、藤澤尚之、ベンジャミン・ローソン、小川京介、田渡修人、長谷川智伸、ペリー・エリス、トレイ・ボイド、渡辺竜之佑も初年度メンバーとして加入した。

## ユニフォーム

### ユニフォームサプライヤー
- 2023 - 現在 : UNDER ARMOR[28]

### 歴代ユニフォーム
| 2023 - 24 |
|           |

| 2023 - 24 |
|           |

## ホームアリーナ
| シーズン | リーグ | 全体の ホームゲーム数 | 福井県営 | その他の会場                  | ポストシーズン |
| 2023-24  | B3     | 26                    | 14       | 福井市：6 越前市：4 調整中：2 |                |

会場凡例
- 福井県営 - 福井県営体育館
- 福井市 - 福井市体育館
- 越前市 - 越前市アイシンスポーツアリーナ

## マスコット
- BOOZ（ブーズ）

2023年～。風神の子供として誕生。性格は優しいが、いたずら好き。

## メディア

### ラジオ
- FM福井
  - BWZ TIME!! (Weekend Shower内コーナー、2023年7月7日 - 2024年3月末予定)